# Свенцонка
Свенцонка (пол. święconka), в некоторых регионах Польши свенцоне (święcone) — польская традиция освящения пасхальных корзинок с праздничными блюдами в Великую субботу. Распространена как на территории Польши, так и среди представителей польской диаспоры, а также среди российских католиков.

## Происхождение традиции

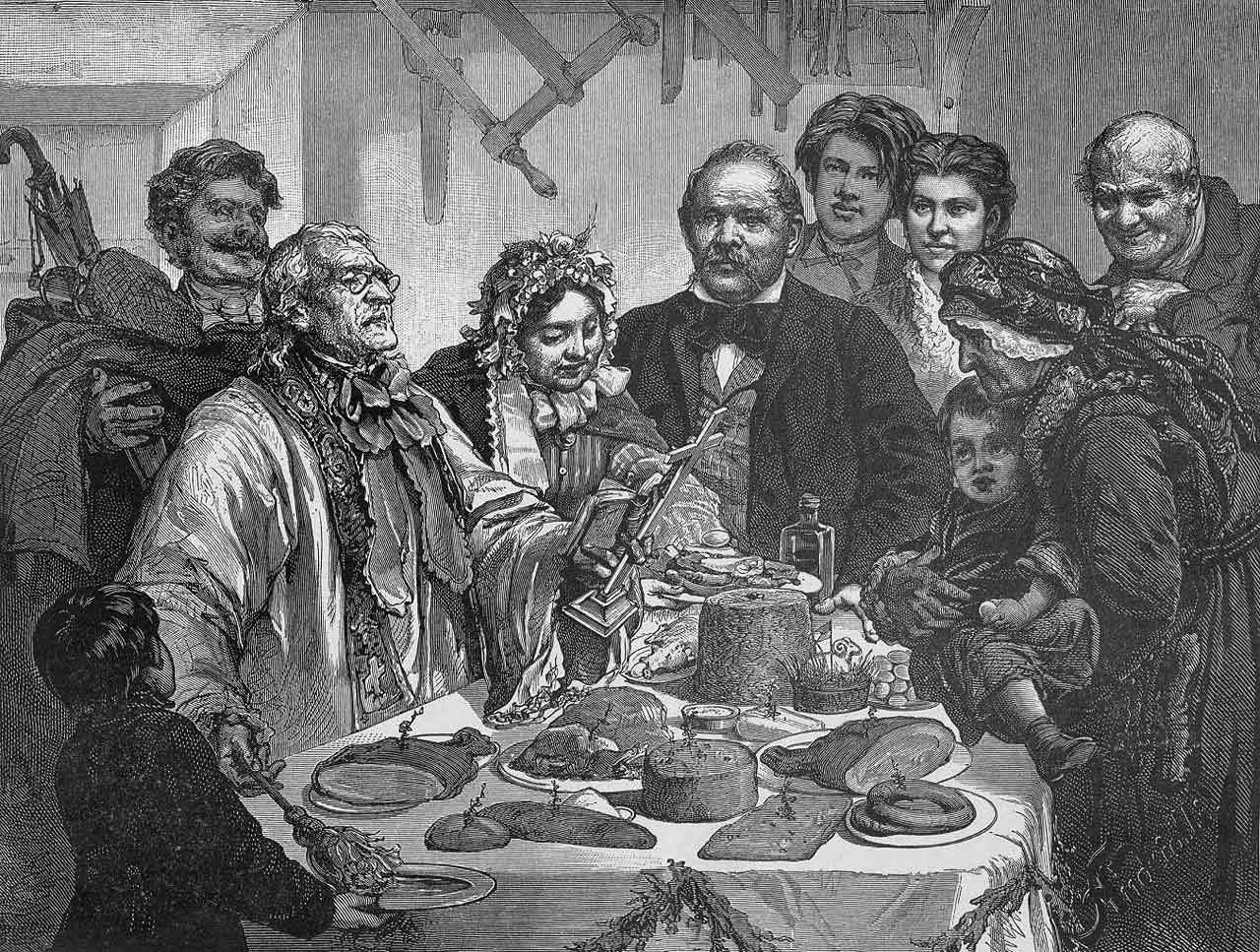
Михал Эльвиро Андриолли. Свенцонка. Около 1893 г.

Обряд освящения еды перед пасхальной трапезой возник в раннее Средневековье и предположительно происходит от языческого ритуала. Первые упоминания такого обряда относятся к VII веку, а современная традиция, включающая освящение пасхального хлеба и яиц, зафиксирована в XII веке.

## Современность
Традиционно в Польше пасхальную корзинку накрывают белой льняной или кружевной салфеткой и украшают ветвями самшита и лентами.
В некоторых сельских общинах священник посещает дома прихожан и освящает пищу там, однако в большинстве случаев верующие приходят в церковь в Великую субботу, где священник или диакон читает особые молитвы, а затем окропляет корзинки святой водой. В некоторых приходах для этой цели используют длинные столы, в других прихожане подходят к алтарю.
По традиции освящённая пища остаётся нетронутой до воскресного утра.

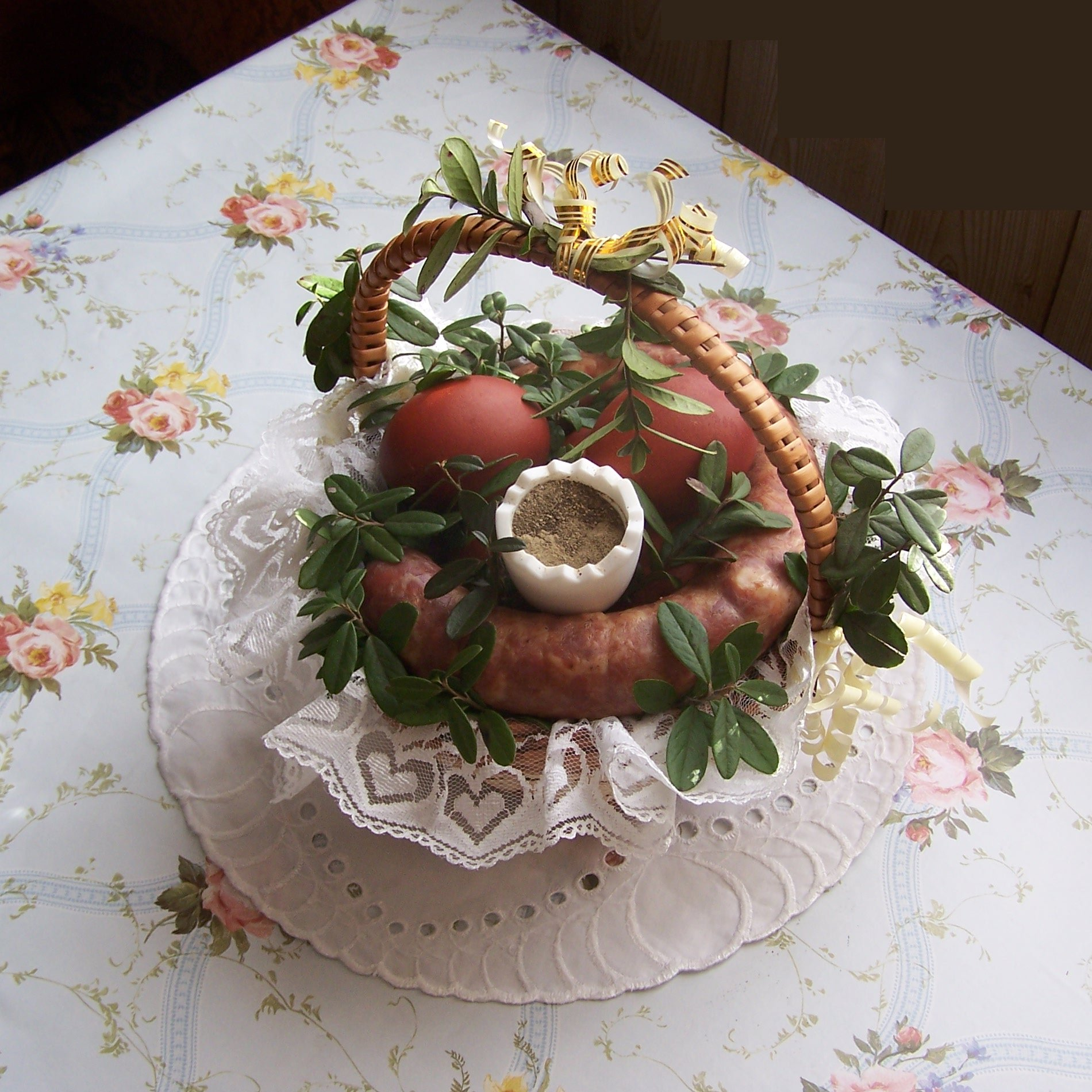
Современная польская пасхальная корзинка

### Блюда и продукты в традиционной польской пасхальной корзинке
- крашеные яйца — символ жизни
- хлебобулочные изделия (баба, мазурка) — символ Иисуса Христа
- ягнёнок — символ Иисуса Христа (см. Агнец Божий). Часто вместо настоящего ягнёнка встречается фигурный кекс или масляный пасхальный барашек[6]
- соль — символ очищения
- хрен — символ горечи и страдания
- ветчина — символ изобилия[7]